# そっくりハウス (曲)
「そっくりハウス」は、2002年10月～11月に、NHKの『みんなのうた』で放送された曲。作詞・作曲：谷山浩子、編曲：石井AQ、歌：谷山浩子。